# Chonocephalus depressus
Chonocephalus depressus är en tvåvingeart som beskrevs av Meijere 1912. Chonocephalus depressus ingår i släktet Chonocephalus och familjen puckelflugor. Inga underarter finns listade i Catalogue of Life.